# Pneumolyse
Pneumolyse (von altgriechisch πνεῦμα, „Luft“ und λύσις „(Ab)lösung“) oder Pleurolyse bezeichnet eine operative Methode, bei der eine einseitig an Tuberkulose erkrankte Lunge von der Brustkorbwand getrennt wird, um so einen extrapleuralen Pneumothorax zu erzeugen. Dieser sollte die Lunge zum Stillstand bringen und so zur Ausheilung der Tuberkulose beitragen.
Die Methode wurde 1891 von dem französischen Chirurgen Théodore Tuffier (1857–1929) als décollement pleuropariétal eingeführt. Sie war aber von geringem Nutzen. Im Gegenteil:
Damit der angestrebte Kollaps tuberkulöser Oberlappenkavernen erhalten blieb, füllte man den entstandenen extrapleuralen oder extrafascialen Hohlraum mit Paraffin (Ölplombe) oder Polyethylen (Perlonplombe). Komplikationen und die Karzinogenität des Füllmaterials führten in vielen Fällen bald zu dessen Entfernung. In Einzelfällen verblieben die Plomben und führten nach 30 bis 40 Jahren zu Infektionen oder bösartigen Neubildungen.
Als nach dem Zweiten Weltkrieg eine antibiotische Behandlung der Tuberkulose mit Streptomycin (etwa ab 1945) und Paraaminosalicylsäure (PAS) (ab 1948) möglich war, wurde diese operative Methode allmählich eingestellt.